# Perijádistelstaart
De perijádistelstaart (Asthenes perijana; synoniem: Schizoeaca perijana) is een zangvogel uit de familie Furnariidae (ovenvogels). Het is een bedreigde vogelsoort uit Colombia en Venezuela.

## Herkenning
De vogel is 19 cm lang, het is een kleine, onopvallend gekleurde vertegenwoordiger uit de familie van de ovenvogels. De vogel is overwegend grijzig bruin, met een lange lichtgrijze wenkbrauwstreep en op de kin een kaneelkleurig vlekje. De vleugeldekveren hebben kastanjebruine randen en de staart loopt trapsgewijs af in een puntstaart en is lichtbruin van kleur.

## Verspreiding en leefgebied
Deze soort komt voor in de Serranía del Perijá, een  berggebied tussen Noord-Colombia en Noordwest-Venezuela. Het leefgebied bestaat uit hellingen tussen de 3000 en 3400 m boven zeeniveau begroeid met struikgewas, met een voorkeur voor bamboevegetaties.

## Status
De perijádistelstaart heeft een beperkt verspreidingsgebied en daardoor is de kans op uitsterven aanwezig. De grootte van de populatie werd in 2016 door BirdLife International geschat op 250 tot 1000 individuen en de populatie-aantallen nemen af door habitatverlies. Het leefgebied wordt aangetast door ontbossing waarbij natuurlijk bos wordt omgezet in gebied voor vaak illegaal agrarisch gebruik zoals de teelt van papaver ten behoeve van de producties van verdovende middelen. Om deze redenen staat deze soort als bedreigd op de Rode Lijst van de IUCN.